# Râul Podurilor
Râul Podurilor este un curs de apă, afluent al Râușorului. 